# Alpha-Aleph
Alpha-Aleph (The Gold at the Starbow's End) è un romanzo breve di fantascienza, edito in lingua inglese, del 1972 scritto da Frederick Pohl e tradotto in Italia nel 1975 per la collana Urania.

## Trama
Durante la Guerra Fredda gli Stati Uniti sono in preda ad una serie di tumulti che ne minano la stabilità a livello civile e internazionale. Per rivalersi sull'avversario sovietico il governo commissiona allo scienziato tedesco Knefhausen di organizzare una missione interstellare, a bordo della nave Constitution e formata da otto fra uomini e donne, con lo scopo di trovare e colonizzare il pianeta Alpha-Aleph nei pressi di Alpha Centauri. Per ovviare al problema dei dieci anni di viaggio lo "svago" dei cosmonauti sarà quello di tentare di risolvere i più ostici problemi della matematica e della fisica come il Teorema di Fermat o il reattore a fusione. 
Subito le cose sembrano andare per il meglio, ma ad un certo punto i Russi mettono in dubbio l'esistenza del pianeta. Il Presidente e lo scienziato smentiscono queste voci, ma convocano una riunione segreta del governo ammettendo le insunuazioni sovietiche. Il vero scopo della missione non sarebbe quello di scoprire un pianeta che non esiste, ma spingere gli astronauti a indagare sempre di più nei meandri della Conoscenza affinché il mondo possa beneficiare delle loro scoperte. Dopo un po' di tempo la verità viene a galla e anche l'equipaggio ne è a conoscenza, ma oramai la loro mente si trova ad un livello superiore di quella di ogni altro essere umano (dicono di essere in grado di "convincere" la materia a condensarsi) e il viaggio prosegue.
Passano gli anni e gli Stati Uniti sono nel caos, i tumulti nascono ovunque e si avvicendano vari presidenti. Il Presidente di Washington scarcera Knefhausen, condannato per aver mandato a morire le otto persone, e lo mette a lavorare nelle cantine di un'ormai decadente Casa Bianca. Finché un giorno il presidente in persona non recapita un messaggio al malandato scienziato che arriva proprio dall'equipaggio della Constitution. Il messaggio dice che gli astronauti si sono costruiti da soli Alpha-Aleph e stanno tornando sulla Terra. Il Presidente chiede allo scienziato di parlare con loro e di convincerli a far tornare grandi gli USA. Ma Knefhausen un po' per la salute cagionevole e un po' per lo stupore nel vedere a che punto di intelligenza erano arrivati i suoi astronauti, muore. Qualche giorno dopo i superumani invadono la Terra con le loro astronavi dorate.